# Marina Rogazione
Marina Rogazione (Bari, 18 marzo 1988) è una calciatrice italiana, di ruolo attaccante, già capitano della Pink Sport Time fino alla stagione 2014-15.

## Carriera
Marina Rogazione cresce calcisticamente nelle giovanili del Pink Sport Time, società con cui si tessera nel 2003, dove veste la maglia rosablu della società barese delle formazioni giovanili fino a quella impegnata nel Campionato Primavera. Grazie alle sue qualità dalla stagione 2009-2010 è inserita in prima squadra a disposizione del mister Isabella Cardone.
Condivide con la società la scalata alle classifiche dei campionati di Serie B regionale (terzo livello) conquistando la promozione, passando alla Serie A2 e nuovamente alla B ritornato secondo livello per la riforma del campionato italiano femminile di calcio dopo la soppressione dell'A2. In questo periodo veste la fascia di capitano e contribuisce alla storica promozione in Serie A al termine della stagione 2013-2014, conquistando il 1º posto del Girone D con 58 punti.
Debutta nel massimo livello del campionato italiano alla 1ª giornata della stagione 2014-2015, il 4 ottobre 2014, nella partita persa per 0-4 in casa della Res Roma, mentre per la sua prima rete dovrà aspettare il 6 dicembre, quando all'8ª giornata sigla al 79' il gol del momentaneo 2-1 sull'Anima e Corpo Orobica, terminata 2-3 per le rossoblu. Al termine del campionato non riesce ad evitare la retrocessione e decide di lasciare la società.
Durante la pausa estiva Rogazione decide di prendere una pausa nel calcio giocato accordandosi con la società che la mantiene comunque in rosa per la stagione 2015-2016; mister Cardone la impiega solo due volte in campionato.
Al termine del campionato decide di lasciare il calcio per motivi professionali, tuttavia nel gennaio 2017 la società annuncia il suo ritorno all'agonismo inserendola nella rosa a disposizione del mister Roberto D'Ermilio.

## Palmarès

### Club
- Campionato italiano di Serie B: 3

Pink Sport Time: 2013-2014, 2016-2017 (secondo livello)
Pink Sport Time: 2009-2010 (terzo livello)